# Campeonato Europeu de Atletismo Sub-23 de 2009
O Campeonato Europeu de Atletismo Sub-23 de 2009 foi a 7ª edição do campeonato, organizado pela Associação Europeia de Atletismo (AEA) para atletas que não completaram seu 23º aniversário em 2009. A competição ocorreu em  Kaunas, na Lituânia, entre 16 e 19 de julho de 2009. Foram disputadas 44 provas no campeonato, no qual participaram 901 atletas de 42 nacionalidades.

## Resultados
Esses foram os resultados do campeonato. 
Masculino
| Evento                       | Ouro | Ouro     | Prata                                                                         | Prata    | Bronze                                                                                              | Bronze   |
| ---------------------------- | --- | -------- | ----------------------------------------------------------------------------- | -------- | --------------------------------------------------------------------------------------------------- | -------- |
| 100 m                        | Harry Aikines-Aryeetey · Reino Unido                                                                              | 10.15    | Leevan Yearwood · Reino Unido                                                 | 10.26    | Rion Pierre · Reino Unido                                                                           | 10.28    |
| 200 m                        | Toby Sandeman · Reino Unido                                                                                       | 20.37    | Aleixo-Platini Menga · Alemanha                                               | 20.59    | Ihor Bodrov · Ucrânia                                                                               | 20.61    |
| 400 m                        | Yannick Fonsat França                                                                                             | 45.68    | Nigel Levine · Reino Unido                                                    | 45.78    | Jan Ciepiela · Polónia                                                                              | 45.81    |
| 800 m                        | Adam Kszczot · Polónia                                                                                            | 1:45.81  | Marcin Lewandowski · Polónia                                                  | 1:46.52  | Robin Schembera · Alemanha                                                                          | 1:46.63  |
| 1.500 m                      | Ivan Tukhtachev · Rússia                                                                                          | 3:51.19  | James Brewer · Reino Unido                                                    | 3:51.33  | Jakub Holuša · Chéquia                                                                              | 3:51.46  |
| 5.000 m                      | Mohamed Elbendir · Espanha                                                                                        | 13:55.10 | Noureddine Smaïl França                                                       | 13:59.23 | David McCarthy · Irlanda                                                                            | 14:00.78 |
| 10.000 m                     | Selim Bayrak · Turquia                                                                                            | 29:47.15 | Andrea Lalli · Itália                                                         | 29:49.80 | Dmytro Lashyn · Ucrânia                                                                             | 30:08.44 |
| 110 m com barreiras          | Artur Noga · Polónia                                                                                              | 13.47    | Gianni Frankis · Reino Unido                                                  | 13.57    | Callum Priestley · Reino Unido                                                                      | 13.63    |
| 400 m com barreiras          | Lloyd Gumbs · Reino Unido                                                                                         | 49.62    | Stanislav Melnykov · Ucrânia                                                  | 49.88    | Vincent Vanryckeghem · Bélgica                                                                      | 49.90    |
| 3.000 m com obstáculo        | Aleksandr Pavelyev · Rússia                                                                                       | 8:40.55  | José Luis Galván · Espanha                                                    | 8:41.53  | Krystian Zalewski · Polónia                                                                         | 8:42.06  |
| 20 km marcha atlética        | Miguel Ángel López · Espanha                                                                                      | 1:22:23  | Dzianis Simanovich · Bielorrússia                                             | 1:22:57  | Matteo Giupponi · Itália                                                                            | 1:23:00  |
| Revezamento 4 x 100 metros   | Reino Unido · Ryan Scott · Toby Sandeman · Rion Pierre · Leevan Yearwood                                          | 39.09    | França Emmanuel Biron Mickael Arminana Pierre-Alexis Pessonneaux Teddy Tinmar | 39.26    | Polónia · Kamil Kryński · Artur Zaczek · Olaf Paruzel · Jakub Adamski                               | 39.52    |
| Revezamento 4 x 400 metros   | Polónia · Marcin Sobiech · Jakub Krzewina · Michał Pietrzak · Jan Ciepiela · Łukasz Krawczuk · Sebastian Porządny | 3:03.74  | Itália · Marco Vistalli · Isalbet Juarez · Domenico Fontana · Matteo Galvan   | 3:03.79  | França Bruno Naprix Mame-Ibra Anne Yoann Décimus Yannick Fonsat Abdesslam Merabet Adrien Clemenceau | 3:04.06  |
| Salto em altura              | Sylwester Bednarek · Polónia                                                                                      | 2.28     | Oleksandr Nartov · Ucrânia                                                    | 2.26     | Andriy Protsenko · Ucrânia                                                                          | 2.24 =   |
| Salto com vara               | Raphael Holzdeppe · Alemanha                                                                                      | 5.65     | Luke Cutts · Reino Unido                                                      | 5.60     | Dimitrios Patsoukakis · Grécia                                                                      | 5.55     |
| Salto em distância           | Janis Leitis · Letónia                                                                                            | 7.90     | Pavel Karavayev · Rússia                                                      | 7.86     | Mikko Kivinen · Finlândia                                                                           | 7.85 =   |
| Salto triplo                 | Daniele Greco · Itália                                                                                            | 17.20    | Zhivko Petkov · Bulgária                                                      | 16.81    | Aliaksandr Liabedzka · Bielorrússia                                                                 | 16.80    |
| Arremesso de peso (6 kg)     | Valeriy Kokoyev · Rússia                                                                                          | 20.20    | Nick Petersen · Dinamarca                                                     | 18.94    | Mateusz Mikos · Polónia                                                                             | 18.89    |
| Arremesso de disco (1,75 kg) | Nikolay Sedyuk · Rússia                                                                                           | 60.80    | Ivan Hryshyn · Ucrânia                                                        | 59.61    | Martin Wierig · Alemanha                                                                            | 59.12    |
| Arremesso de martelo (6 kg)  | Yury Shayunou · Bielorrússia                                                                                      | 78.16    | Anatoliy Pozdnyakov · Rússia                                                  | 72.42    | Alexander Ziegler · Alemanha                                                                        | 72.32    |
| Lançamento de dardo          | Ari Mannio · Finlândia                                                                                            | 84.57    | Petr Frydrych · Chéquia                                                       | 80.53    | Spiridon Lebesis · Grécia                                                                           | 79.37    |
| Decatlo                      | Eelco Sintnicolaas · Países Baixos                                                                                | 8112     | Mateo Sossah França                                                           | 7885     | Mihail Dudaš · Sérvia                                                                               | 7855     |

Feminino
| Evento                       | Ouro                                                                                              | Ouro     | Prata                                                                                         | Prata    | Bronze | Bronze   |
| ---------------------------- | ------------------------------------------------------------------------------------------------- | -------- | --------------------------------------------------------------------------------------------- | -------- | --- | -------- |
| 100 m                        | Lina Grincikaitė · Lituânia                                                                       | 11.37    | Nataliya Pohrebnyak · Ucrânia                                                                 | 11.45    | Marika Popowicz · Polónia                                                                                 | 11.50    |
| 200 m                        | Aleksandra Fedoriva · Rússia                                                                      | 22.97    | Ewelina Ptak · Polónia                                                                        | 23.07    | Marika Popowicz · Polónia                                                                                 | 23.25    |
| 400 m                        | Kseniya Ustalova · Rússia                                                                         | 51.74    | Kseniya Zadorina · Rússia                                                                     | 51.76    | Anna Sedova · Rússia                                                                                      | 52.58    |
| 800 m                        | Elena Kofanova · Rússia                                                                           | 1:58.94  | Nataliya Lupu · Ucrânia                                                                       | 2:01.08  | Agnieszka Leszczyńska · Polónia                                                                           | 2:01.53  |
| 1.500 m                      | Sultan Haydar · Turquia                                                                           | 4:14.12  | Kristina Khalayeva · Rússia                                                                   | 4:14.78  | Yelena Fesenko · Rússia                                                                                   | 4:15.86  |
| 5.000 m                      | Natalya Popkova · Rússia                                                                          | 15:54.11 | Sviatlana Kudzelich · Bielorrússia                                                            | 16:03.85 | Emily Pidgeon · Reino Unido                                                                               | 16:04.71 |
| 10.000 m                     | Natalya Popkova · Rússia                                                                          | 33:37.31 | Zsofia Erdelyi · Hungria                                                                      | 33:39.89 | Azra Eminović · Sérvia                                                                                    | 33:47.19 |
| 100 m com barreiras          | Christina Vukicevic · Noruega                                                                     | 12.99    | Yekaterina Shtepa · Rússia                                                                    | 13.28    | Alina Talay · Bielorrússia                                                                                | 13.30    |
| 400 m com barreiras          | Perri Shakes-Drayton · Reino Unido                                                                | 55.26    | Eilidh Child · Reino Unido                                                                    | 55.32    | Darya Korableva · Rússia                                                                                  | 56.08    |
| 3.000 m com obstáculo        | Ancuţa Bobocel · Roménia                                                                          | 9:47.90  | Julia Hiller · Alemanha                                                                       | 9:57.44  | Susanne Lutz · Alemanha                                                                                   | 10:01.87 |
| 20 km marcha atlética        | Yelena Shumkina · Rússia                                                                          | 1:33:05  | Zuzana Schindlerová · Chéquia                                                                 | 1:33:42  | Tatyana Shemyakina · Rússia                                                                               | 1:34:13  |
| Revezamento 4 x 100 metros   | Reino Unido · Annabelle Lewis · Joey Duck · Lucy Sargent · Elaine O'Neill                         | 43.89    | Polónia · Agnieszka Ceglarek · Marika Popowicz · Milena Pędziwiatr · Weronika Wedler          | 43.90    | Lituânia · Silvija Peseckaitė · Lina Andrijauskaitė · Sonata Tamošaitytė · Lina Grinčikaitė               | 44.09    |
| Revezamento 4 x 400 metros   | Rússia · Anna Sedova · Kseniya Zadorina · Kseniya Vdovina · Kseniya Ustalova · Lyudmila Mochalina | 3:27.59  | Alemanha · Esther Cremer · Jill Richards · Janin Lindenberg · Sorina Nwachukwu · Lena Schmidt | 3:29.21  | Bielorrússia · Maryna Liboza · Katsiaryna Mishyna · Hanna Tashpulatava · Alena Kievich · Maryia Kavaliova | 3:30.45  |
| Salto em altura              | Aleksandra Shamsutdinova · Rússia                                                                 | 1.89     | Melanie Bauschke · Alemanha                                                                   | 1.89     | Urszula Domel · Polónia                                                                                   | 1.86     |
| Salto com vara               | Elisaveta Ryzih · Alemanha                                                                        | 4.50 =   | Minna Nikkanen · Finlândia                                                                    | 4.45 =   | Vanessa Vandy · Finlândia                                                                                 | 4.35     |
| Salto em distância           | Melanie Bauschke · Alemanha                                                                       | 6.83     | Nastassia Mironchyk · Bielorrússia                                                            | 6.76     | Éloyse Lesueur França                                                                                     | 6.72     |
| Salto triplo                 | Paraskevi Papachristou · Grécia                                                                   | 14.34    | Cristina Bujin · Roménia                                                                      | 14.26    | Liliya Kulyk · Ucrânia                                                                                    | 13.88    |
| Arremesso de peso (6 kg)     | Denise Hinrichs · Alemanha                                                                        | 19.18    | Irina Tarasova · Rússia                                                                       | 17.90    | Alena Kopets · Bielorrússia                                                                               | 17.72    |
| Arremesso de disco (1,75 kg) | Eden Francis · Reino Unido                                                                        | 57.29    | Vera Karmishina · Rússia                                                                      | 54.48    | Jade Nicholls · Reino Unido                                                                               | 54.44    |
| Arremesso de martelo (6 kg)  | Zalina Marghieva · Moldávia                                                                       | 67.67    | Katerina Safrankova · Chéquia                                                                 | 63.01    | Sarah Holt · Reino Unido                                                                                  | 62.55    |
| Lançamento de dardo          | Madara Palameika · Letónia                                                                        | 64.51 ,  | Vira Rebryk · Ucrânia                                                                         | 61.43    | Anna Wessman · Suécia                                                                                     | 55.91    |
| Heptatlo                     | Aiga Grabuste · Letónia                                                                           | 6396     | Olga Kurban · Rússia                                                                          | 6205     | Nadezhda Sergeeva · Rússia                                                                                | 6118     |

## Quadro de medalhas
| Ordem | País          | Medalha de ouro | Medalha de prata | Medalha de bronze | Total |
| ----- | ------------- | --------------- | ---------------- | ----------------- | ----- |
| 1     | Rússia        | 12              | 8                | 5                 | 25    |
| 2     | Reino Unido   | 7               | 6                | 5                 | 18    |
| 3     | Alemanha      | 4               | 4                | 4                 | 12    |
| 4     | Polónia       | 4               | 3                | 8                 | 15    |
| 5     | Letónia       | 3               | 0                | 0                 | 3     |
| 6     | Espanha       | 2               | 1                | 0                 | 3     |
| 7     | Turquia       | 2               | 0                | 0                 | 2     |
| 8     | Bielorrússia  | 1               | 3                | 4                 | 8     |
| 9     | França        | 1               | 3                | 2                 | 6     |
| 10    | Itália        | 1               | 2                | 1                 | 4     |
| 11    | Finlândia     | 1               | 1                | 2                 | 4     |
| 12    | Roménia       | 1               | 1                | 0                 | 2     |
| 13    | Grécia        | 1               | 0                | 2                 | 3     |
| 14    | Lituânia      | 1               | 0                | 1                 | 2     |
| 15    | Moldávia      | 1               | 0                | 0                 | 1     |
| 15    | Países Baixos | 1               | 0                | 0                 | 1     |
| 15    | Noruega       | 1               | 0                | 0                 | 1     |
| 18    | Ucrânia       | 0               | 6                | 4                 | 10    |
| 19    | Chéquia       | 0               | 3                | 1                 | 4     |
| 20    | Bulgária      | 0               | 1                | 0                 | 1     |
| 20    | Dinamarca     | 0               | 1                | 0                 | 1     |
| 20    | Hungria       | 0               | 1                | 0                 | 1     |
| 23    | Sérvia        | 0               | 0                | 2                 | 2     |
| 24    | Bélgica       | 0               | 0                | 1                 | 1     |
| 24    | Irlanda       | 0               | 0                | 1                 | 1     |
| 24    | Suécia        | 0               | 0                | 1                 | 1     |
| Total | Total         | 44              | 44               | 44                | 132   |

## Participantes por nacionalidade
Um total de 901 atletas de 42 países participaram do campeonato.
- Arménia (2)
- Áustria (8)
- Azerbaijão (1)
- Bielorrússia (31)
- Bélgica (17)
- Bulgária (9)
- Croácia (8)
- Chipre (9)
- Chéquia (22)
- Dinamarca (11)
- Estónia (15)
- Finlândia (36)
- França (72)
- Alemanha (59)
- Grã-Bretanha (48)
- Grécia (22)
- Hungria (22)
- Irlanda (14)
- Israel (6)
- Itália (56)
- Letónia (23)
- Lituânia (39)
- Luxemburgo (1)
- Macedónia do Norte (1)
- Malta (1)
- Moldávia (4)
- Mónaco (1)
- Países Baixos (28)
- Noruega (15)
- Polónia (67)
- Portugal (16)
- Roménia (28)
- Rússia (61)
- San Marino (1)
- Sérvia (3)
- Eslováquia (8)
- Eslovénia (6)
- Espanha (50)
- Suécia (23)
- Suíça (13)
- Turquia (16)
- Ucrânia (28)

Legenda
| Recorde mundial       | Recorde mundial (World record)               |                       | Recorde africano                      | Recorde africano (African) |                                           | Q | Classificado por posição (Qualified) |
| Recorde do campeonato | Recorde do campeonato (Championship record)  | Recorde da América    | Recorde da América (Americas)         | q                          | Classificado por melhor tempo (Qualified) |   |                                      |
| Melhor marca do ano   | Melhor marca do ano (World leading)          | Recorde asiático      | Recorde asiático (Asian)              | DNS                        | Não largou (Did not start)                |   |                                      |
| Recorde nacional      | Recorde nacional (National record)           | Recorde europeu       | Recorde europeu (European)            | DNF                        | Não terminou (Did not finish)             |   |                                      |
| Recorde pessoal       | Recorde pessoal do atleta (Personal best)    | Recorde da Oceania    | Recorde da Oceania (Oceania)          | DSQ / DQ                   | Desclassificado (Disqualified)            |   |                                      |
| Recorde da temporada  | Recorde da temporada do atleta (Season best) | Recorde sul-americano | Recorde sul-americano (South America) | NM                         | Sem marca (No mark)                       |   |                                      |